# 北海道道496号下居辺高島停車場線
北海道道496号下居辺高島停車場線（ほっかいどうどう496ごう しもおりべたかしまていしゃじょうせん）は、北海道河東郡士幌町と中川郡池田町を結ぶ一般道道である。

## 概要

### 路線概要
- 起点：北海道河東郡士幌町字下居辺（北海道道134号本別士幌線交点）
- 終点：北海道中川郡池田町字高島（旧北海道ちほく高原鉄道 高島駅跡）
- 総距離：19.9 km

## 歴史
- 1965年（昭和40年）3月26日 - 路線認定[1]。

## 地理

### 通過する自治体
- 十勝総合振興局
  - 河東郡士幌町
  - 中川郡池田町

### 主な接続道路
士幌町
- 北海道道134号本別士幌線 - 下居辺（起点）

池田町
- 国道242号 - 高島（重複）
- 北海道道237号池田停車場高島線 - 高島（重複）